# Michelbach (Frankrijk)
Michelbach is een plaats en voormalige gemeente in het Franse departement Haut-Rhin in de regio Grand Est.

## Geschiedenis
Op 1 januari 2015 fuseerde het arrondissement Thann, waar Michelbach deel van uitmaakte met het aangrenzende arrondissement Guebwiller tot het huidige arrondissement Thann-Guebwiller. Op 22 maart 2015 werd het kanton Thann opgeheven en werd de gemeente opgenomen in het aangrenzende kanton Cernay. Op 1 januari 2016 fuseerde Michelbach zelf met het aangrenzende Aspach-le-Haut tot de commune nouvelle Aspach-Michelbach.

## Geografie
De oppervlakte van Michelbach bedraagt 3,4 km², de bevolkingsdichtheid is 80,6 inwoners per km².
De onderstaande kaart toont de ligging van Michelbach (Frankrijk) met de belangrijkste infrastructuur en aangrenzende gemeenten.

## Demografie
Onderstaande figuur toont het verloop van het inwonertal (bron: INSEE-tellingen).